# Сан-Нікола-делл-Альто
Сан-Нікола-делл-Альто (італ. San Nicola dell'Alto, сиц. Santu Nicola de l'Àutu) — муніципалітет в Італії, у регіоні Калабрія,  провінція Кротоне.
Сан-Нікола-делл-Альто розташований на відстані близько 480 км на південний схід від Рима, 55 км на північний схід від Катандзаро, 28 км на північний захід від Кротоне.
Населення — 846 осіб (2014).
Покровитель — святий Михайло.

## Демографія
Населення за роками:

Станом на 31 грудня 2014 року в муніципалітеті офіційно проживало 59 іноземців з 10 країн, серед них 36 громадян країн Євросоюзу.

## Сусідні муніципалітети
- Карфіцці
- Казабона
- Мелісса
- Паллагоріо